# AsiaSat 7
AsiaSat 7 (АзіаСат), (кит.: 亚星, англ. AsiaSat-7) — комерційний геостаціонарний телекомунікаційний супутник високої потужності, що належить Гонконгському супутниковому операторові AsiaSat (Asia Satellite Telecommunications Co. Ltd.) . Космічний апарат (КА) призначений для служби FSS і буде забезпечувати телевізійне мовлення, телефонну службу та служби на основі VSAT в Азійсько-Тихоокеанському регіоні.
У 2014 році «АзіаСат-7» замінить «АзіаСат-3С» в орбітальній позиції 105,5 ° E (східна довгота), коли термін активного існування останнього підійде до кінця.

## Конструкція
Корисне навантаження КА «АзіаСат-7» включає 28 транспондер ів C-діапазона і 17 Ku-діапазона, а також один транспондер Ka-діапазона. Зона охоплення в С-діапазоні включає всю Азію, Близький Схід, Австралії, а також країни Співдружності Незалежних Держав. 3 променя Ku-діапазону призначені для країн Східної та Південної Азії. Крім того, ще один перенаправляємо промінь Ku-діапазону планується використовуватися в регіонах, де це буде необхідно для задоволення ринкового попиту .
КА «АзіаСат-7» заснований на платформі Space Systems / Loral 1300 з терміном активного існування понад 15 років. Вага супутника на орбіті — 3813 кг.

## Запуск супутника
Запуск супутника був здійснений компанією International Launch Services (ILS) за допомогою РН Протон-М з розгінним блоком Бриз-М. Запуск проведений 25 листопада 2011 з майданчики 200 Л (ПУ № 39) космодрому Байконур. КА «АзіаСат-7» став вже 4-м супутником компанії AsiaSat запущений на «Протон». 26 листопада в 8:00 23 хвилини московського часу КА «АзіаСат-7» штатно відокремився від розгінного блоку і був переданий на управління замовнику.
Через відносно малої ваги супутника (3813 кг), близьку до можливостей «Протона» з виведення корисного навантаження на геостаціонарну орбіту (до 3250 кг), КА «АзіаСат-7» виведений на геоперехідну орбіту, дуже близьку до геостаціонарної . Таким чином, заключний маневр з підняття орбіти до геостаціонарної, що виконується самим супутником за допомогою його власної рухової установки, зажадає мінімального використання пального і дозволить продовжити термін активного існування.